# Różyce-Żurawieniec
Różyce-Żurawieniec [pronunciación en polaco: /ruˈʐɨt͡sɛ ʐuraˈvjɛɲɛt͡s/] es un pueblo ubicado en el distrito administrativo de Gmina Kocierzew Południowy, dentro del condado de Łowicz, Voivodato de Łódź, en el centro de Polonia.